# Skärsätra vattentorn

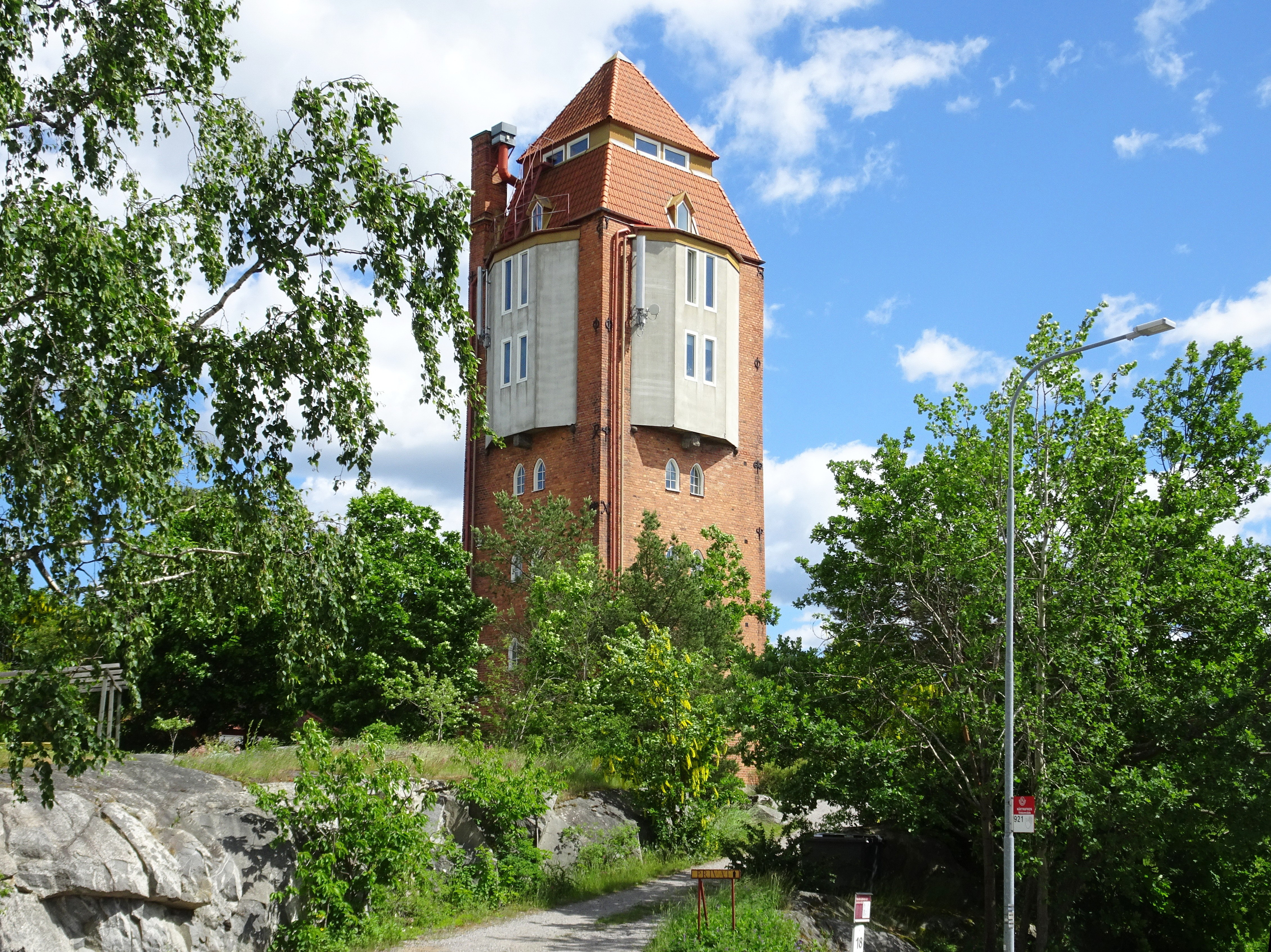
Skärsätra vattentorn, juni 2021.

Skärsätra vattentorn var en dricksvattenreservoar vid nuvarande Pyrolavägen 18 i kommundelen Skärsätra i Lidingö kommun. Anläggningen invigdes 1912 och lades ner 1959. Byggnaden (fastigheten Kungsljuset 2) tillmäts av kommunen ett högt kulturhistoriskt värde och får exteriört inte förändras.

## Historik

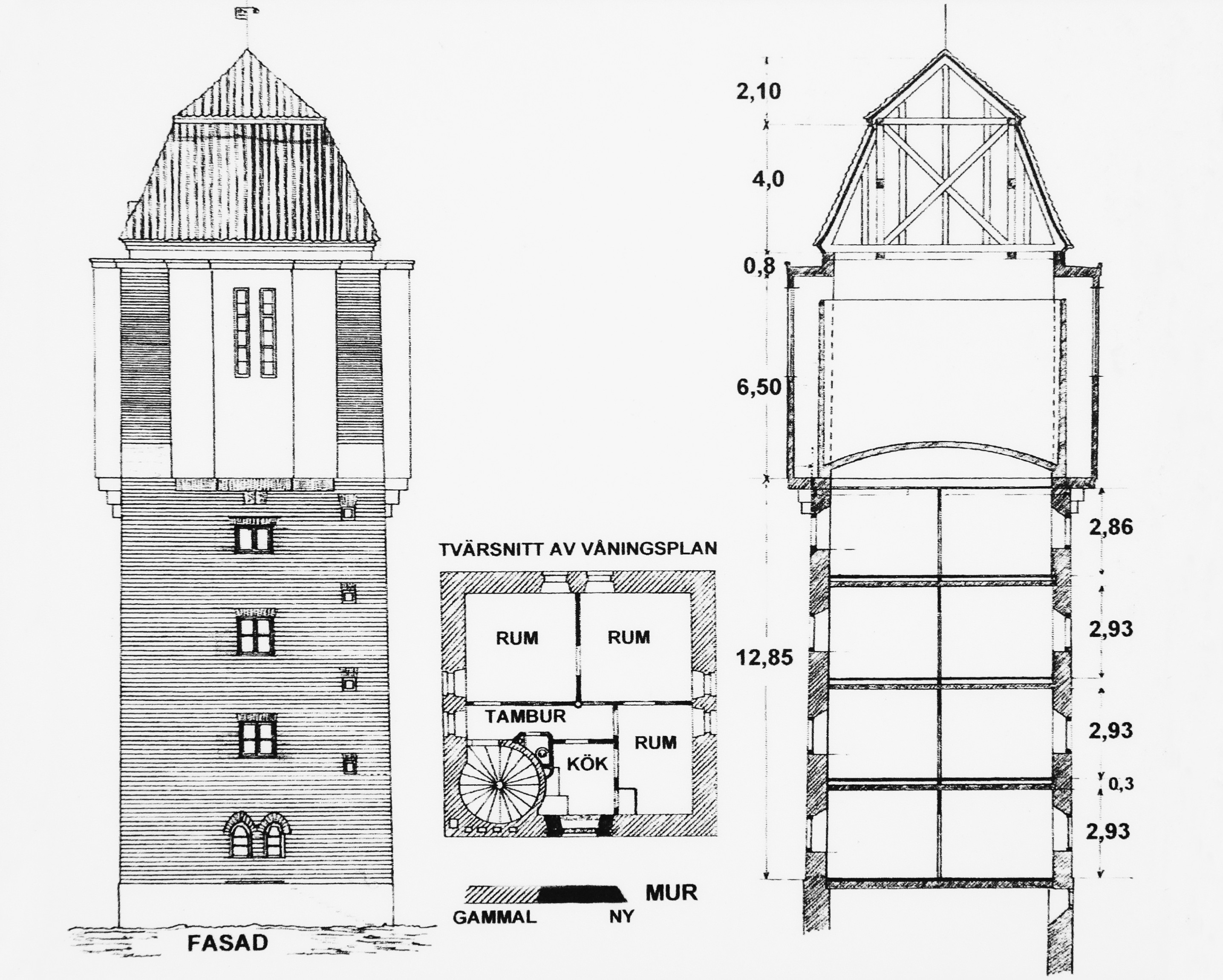
Ritningar, fasad sektion, plan.

Vattentornet i Skärsätra skulle försörja de nybyggda villabostäderna med dricksvatten som började uppföras 1909 efter att Nya Aktiebolaget Skärsätra styckat villatomter i omgivningen. Bakom projektet stod Skärsätra elektricitets- och vattenverk som anlitade arkitekt Peter Husberg för utformningen. Han ritade ett 27 meter högt torn i nationalromantisk stil med fasader av rött tegel under ett högt, tegeltäckt pyramidtak. Typiska stilelement är synliga ankarslut och bågformade, spröjsade fönster i djupa nischer. 
Tornet placerades på toppen av en skogbeväxt kulle, 42 meter över havet. Vattencisternen rymde 170 m³ och markerades utåt genom svag utkragning samt avvikande fasadbehandling. Cisternens botten låg cirka 55 meter över havet vilket gav gott ledningstryck för villorna nedanför. Förutom vattenreservoaren fanns i tornet tre tjänstebostäder för vattenverkets personal. Dricksvattnet togs ur närbelägna Kottlasjön. I Djupa dalen låg ett kombinerat elektricitets- och vattenverk som revs på 1970-talet. Vattentornet invigdes 1912 och kostade 8 000 kronor att uppföra. 
I samband med tillkomsten av Gamla Lidingöbron 1925 anslöts Lidingö till Stockholms vattenledningsnät. Därigenom avlastades Skärsätras vattenverk och vattentorn som dock, liksom flera andra lokala vattenverk, behölls i drift som ett komplement till stockholmsvattnet.

### Nedläggning och ombyggnad till bostäder

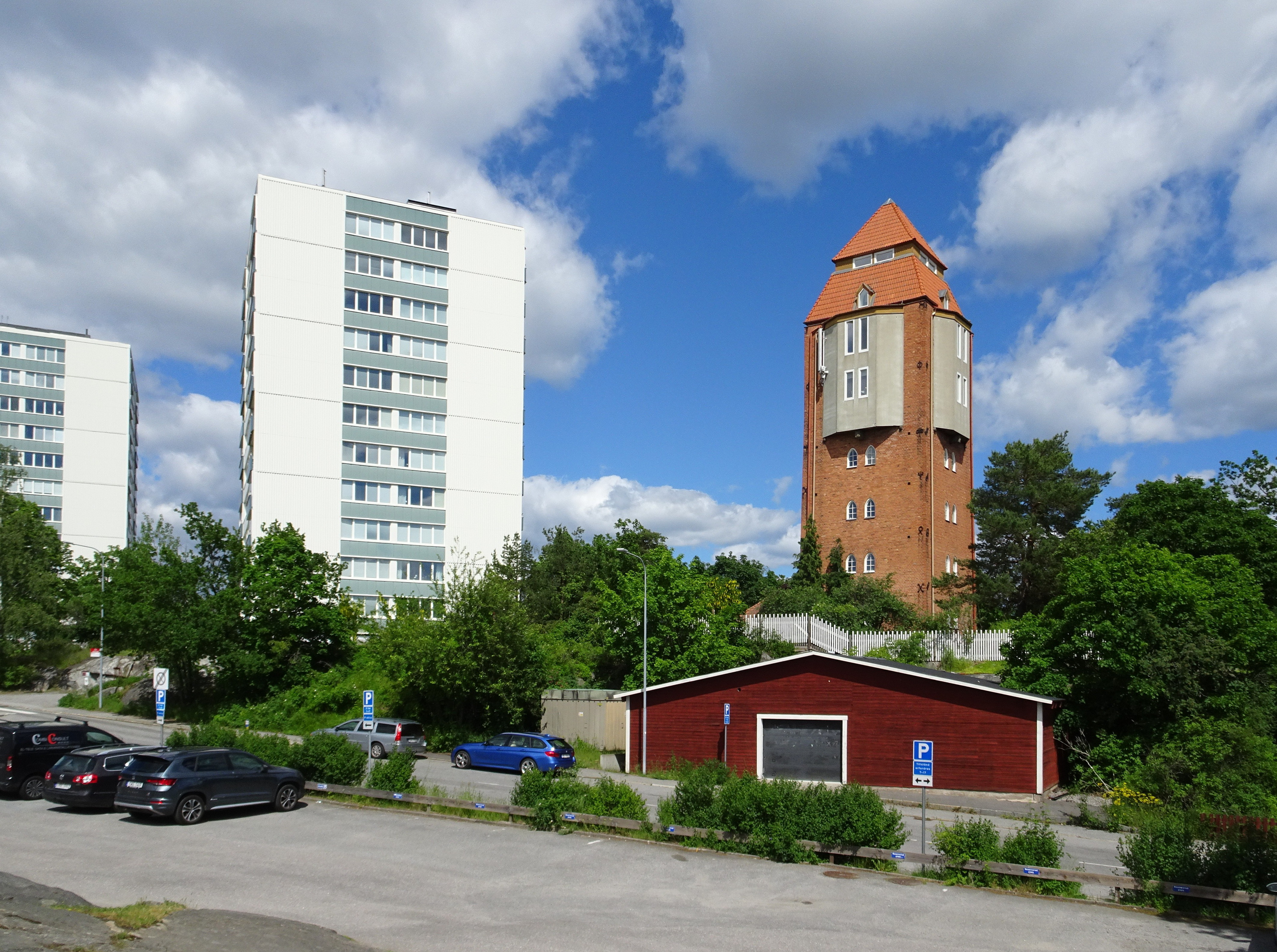
Vattentornet och Skärsätras höghus.

När Pyrolaområdet i Skärsätra började uppföras 1960 kom de nya höghusen att bli betydligt högre än vattentornet som inte heller hade kapaciteten att försörja alla nya lägenheter med vatten. Den uppgiften övertogs av Hersby vattentorn med en volym på 3 000 m³ som stod färdigt 1950. Det gamla tornet i Skärsätra lades ner 1959 och vattencisternen monterades bort. I början av 1980-talet byggdes fem bostadsrättslägenheter i tornet som ägs av BRF Skärsätra Vattentorn, bildat 1984. Lägenhetsfördelningen är tre tvårummare, en trerummare och en etagelägenhet om fyra rum och kök.

### Kulturhistorisk bedömning
I Stockholms läns museums inventering av kulturhistoriskt värdefull bebyggelse, betecknas huvudbyggnaden som ett ”värdefullt kulturminne”. År 2019 upprättade kommunen en ny detaljplan med syfte att bevara och säkerställa Skärsätra vattentorns höga kulturhistoriska värden. Skyddsbestämmelser och rivningsförbud för vattentornet infördes och planen bekräftar även den pågående markanvändningen för bostadsändamål.